# Comarca de Alhama
Alhama es una comarca española situada en la parte occidental de la provincia de Granada, comunidad autónoma de Andalucía. Este territorio limita con las comarcas granadinas de Loja al norte, la Vega de Granada al noreste, el Valle de Lecrín al este, y la Costa Granadina al sureste, así como con la comarca malagueña de la Axarquía - Costa del Sol al oeste y sur.
Está formada por trece municipios, de los cuales el más poblado y extenso es Alhama de Granada; por el contrario, el municipio con menor número de habitantes es Agrón, y el de menor superficie es Játar. Su capital tradicional e histórica, que da nombre a la comarca, es la villa de Alhama de Granada.
Cabe destacar que en su parte nororiental se encuentra la zona o subcomarca de El Temple, formada por Agrón, Chimeneas, Escúzar, La Malahá y Ventas de Huelma.

## Historia
Los hallazgos arqueológicos de El Navazo y El Chopillo, a unos diez kilómetros de la ciudad de Alhama, así como los del Llano de Zafarraya, ponen en evidencia la ocupación temprana de la comarca por el hombre prehistórico, ya en el Paleolítico Medio, hace poco más de cien mil años.

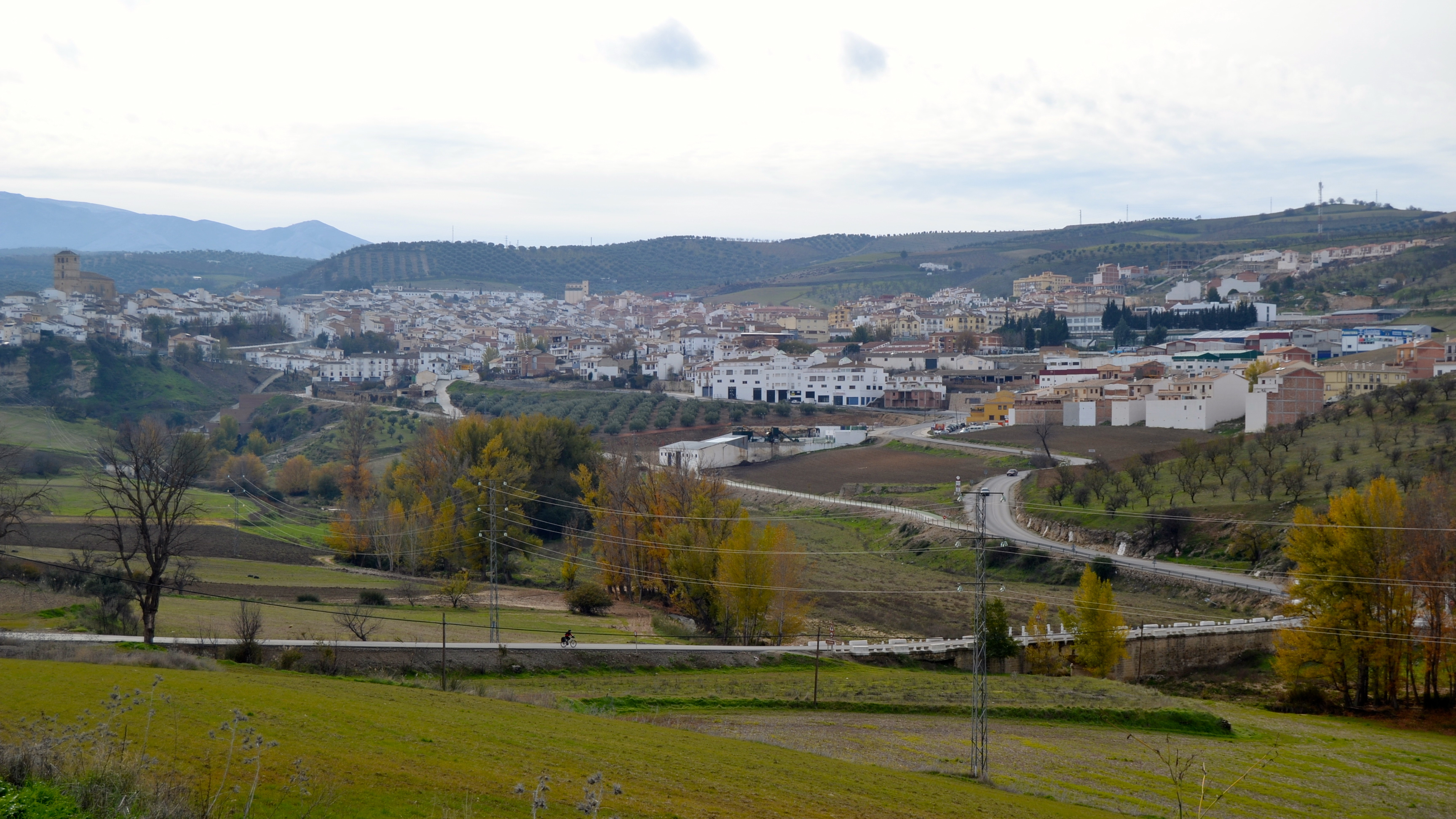
Vista de Alhama de Granada.

En lo que al Neolítico se refiere, son importantes los yacimientos que se conocen, siendo algunos de ellos estudiados desde el último tercio del siglo pasado. Destacan en este periodo: la cueva del Agua, cuyos hallazgos pusieron de manifiesto el carácter agrícola y ganadero de habitantes de la misma; y de la Mujer, cuyo material obtenido en estos últimos ciento veinte años se encuentra por diversos museos arqueológicos, como los de Madrid, Granada y hasta el Museo Británico. Estas dos importantes cuevas están situadas en el cerro denominado Mesa del Baño, aproximadamente entre Alhama y sus balnearios. La cueva de los Molinos, casi en el mismo núcleo urbano alhameño, junto a las antiguas fábricas de harina, de la que se obtuvo abundante y diverso material, denotando su cerámica una extraordinaria calidad técnica; la cueva de Cacín, en los Tajos de Cacín, aunque término municipal de Alhama, de la que procede el vaso con decoración impresa cardial, calificado como el hallazgo más meridional de cerámica de este tipo en la península ibérica. También en el Llano de Zafarraya se dan datos dispersos de una ocupación neolítica del mismo.
De la Edad del Cobre se han encontrado yacimientos como el de Los Colmenares de Ventas de Zafarraya, el dolmen del Llano de Zafarraya, al pie de Sierra Tejeda; en la Huerta Ca., entre Alhama y el embalse del trasvase del río Marchan al pantano de Los Bermejales; destacando la necrópolis megalítica del citado pantano situado este entre los términos municipales de Alhama de Granada y Arenas del Rey, encontrándose la necrópolis dispersa a lo largo del río Cacín, y la que en una de sus excavaciones arrojan gran cantidad de restos, por los obtenidos de carácter humano, se calcula que había allí enterrados más de setenta y cinco personas, siendo su ajuar funerario bastante rico, encontrándose más de cincuenta vasijas y otros utensilios y materiales en abundancia, poniendo todo ello de manifiesto que la utilización de esta necrópolis fue desde finales de la Edad del Cobre hasta principios del Bronce.

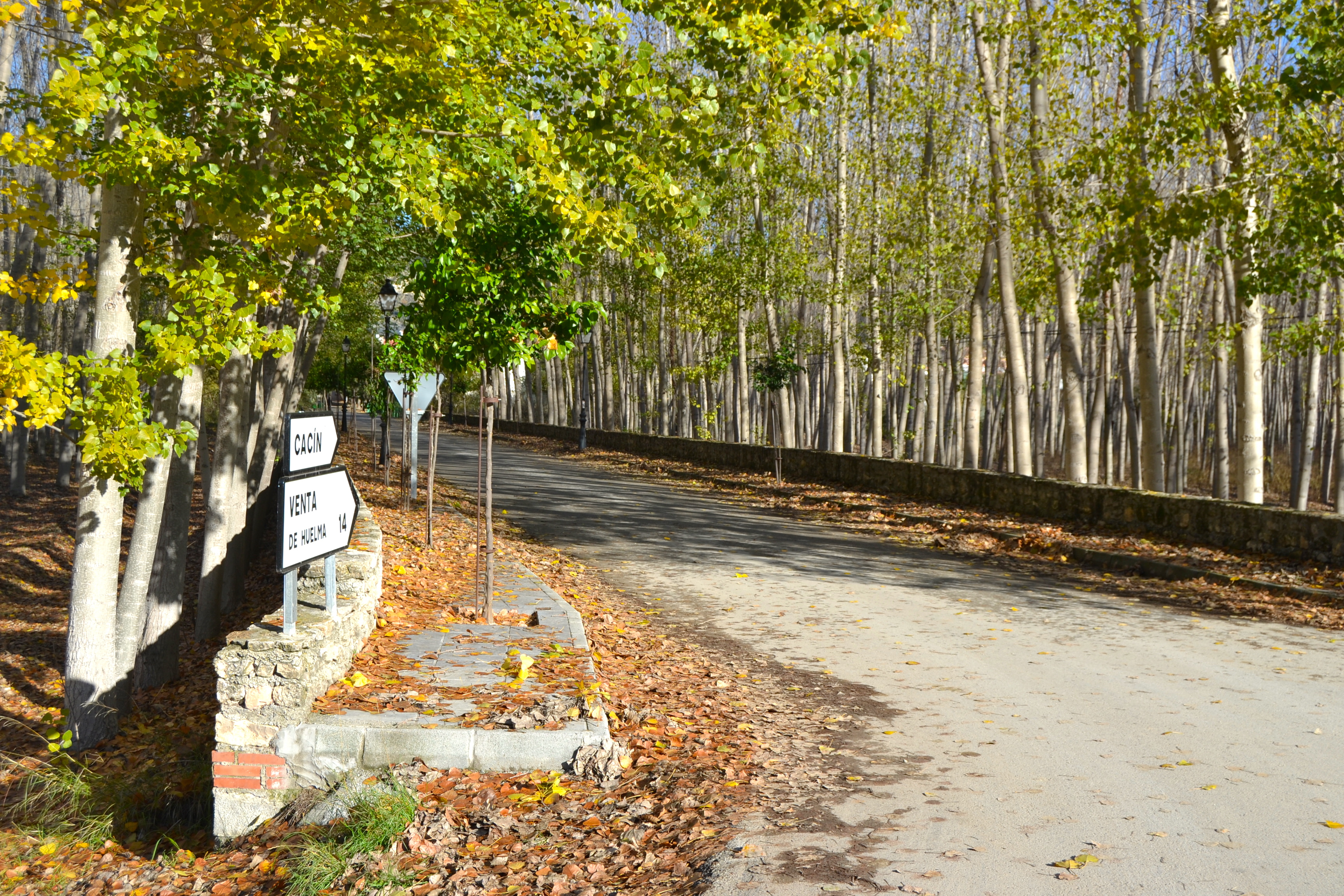
Puente junto a la localidad de Cacín.

Se cuenta también en la comarca con el importante yacimiento arqueológico de la Mesa de Fornes, un asentamiento con hábitat del Bronce Final con continuidad hasta la Edad del Hierro y época íbero-romana en el que aparecieron importantes restos de materiales de estas épocas, as como de una fortificación de datación intermedia.
Con los yacimientos de la Edad de Bronce hallados, se observa que la característica esencial de estos asentimientos en las tierras de Alhama era la situación estratégica de los mismos. Las posibilidades agrícolas estaban expuestas a sequía en el llano, por lo que las cosechas se aseguraban en los pies de la ladera de la Penibética, así se ubican en tierras donde era fácil la producción agrícola, Sierra Alhama, Boquete de Zafarraya, Ventas de Zafarraya, Finca de la Viña al piedemonte de Sierra Alhama en el Llano de Zafarraya, Cerro de los Tajos en Alhama, lugar de Bartolo, Mesa de Fornes, etc.

### Edad Antigua
De la época ibérico antigua se conserva la vasija de la cima del Cerro del Balneario, la denominada cantimplora de Alhama, junto a la que aparecieron varios materiales más, siendo el inicio de estas producciones, al menos, del siglo VII a. C..

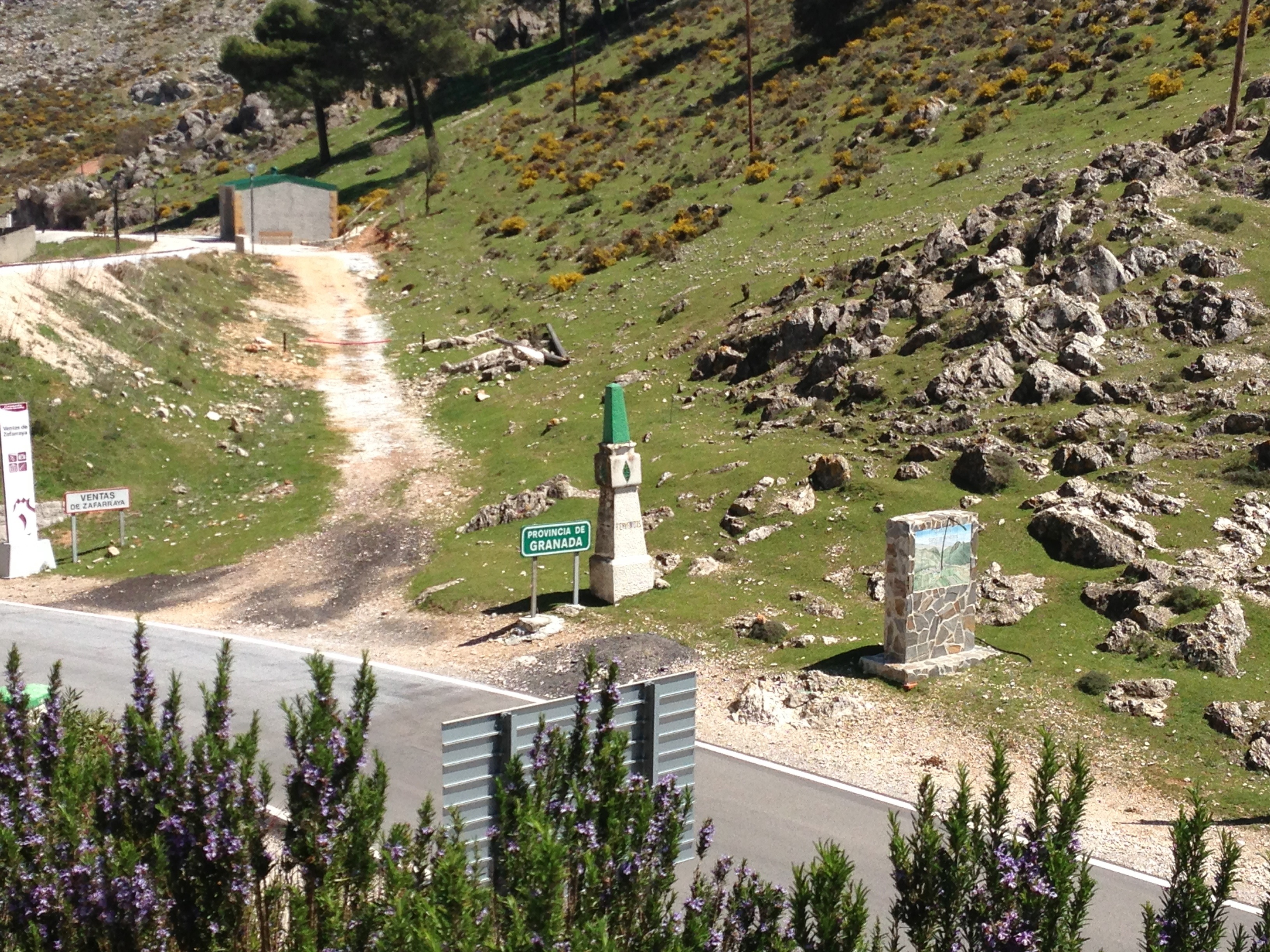
El Boquete de Zafarraya, justo en el límite entre las provincias de Granada y Málaga.

El historiador Ptolomeo relaciona Artigi como la posterior Alhama, afirmando que pertenecía a los túrdulos. Otros historiadores continuaron afirmando a lo largo de los siglos ese lugar turdetano en lo que hoy es Alhama o su entorno.
Junto al mismo Boquete de Zafarraya se encuentra una villa romana con importantes restos de distintas épocas de este imperio, llegando estos al siglo III, lo que pone en evidencia la importancia estratégica de este paso natural del litoral hacia el interior. Además de esto, es indudable que las aguas termales de Alhama, desde los primeros tiempos, y especialmente desde Roma, comenzaron a ser un singular atractivo de toda esta zona.
La realidad de asentamientos romanos por distintos lugares de esta comarca es evidente: los hallazgos del Cerro del Castillo, junto al Balneario de Alhama; la necrópolis tardo romana conocida por Villares de Doña, los restos de una aldea romana en Játar, probablemente del siglo II a. C.; los vestigios de muros en Fuente del Manco en la umbría alhameña de los Moriscos, los hallazgos de tumbas y otros restos romanos en la zona de Turillas de Jayena, sepulturas diversas, etc. Y el denominado Puente Romano, que se viene datando del siglo I de nuestra era, entre Alhama y sus balnearios, ponen bien de manifiesto la presencia de la civilización romana por toda la comarca.
También quedan vestigios visigóticos, así como referencia al paso del mismo rey Wamba por estas tierras en el último tercio del siglo VII, cuando efectuó una expedición al norte de África para enfrentase a los árabes que habían tomado Tánger.

### Edad Media
En el siglo VIII, al igual que prácticamente toda la península ibérica, la comarca es dominada por los musulmanes, aunque en el caso de Alhama parece ser que subsistía una colonia mozárabe.

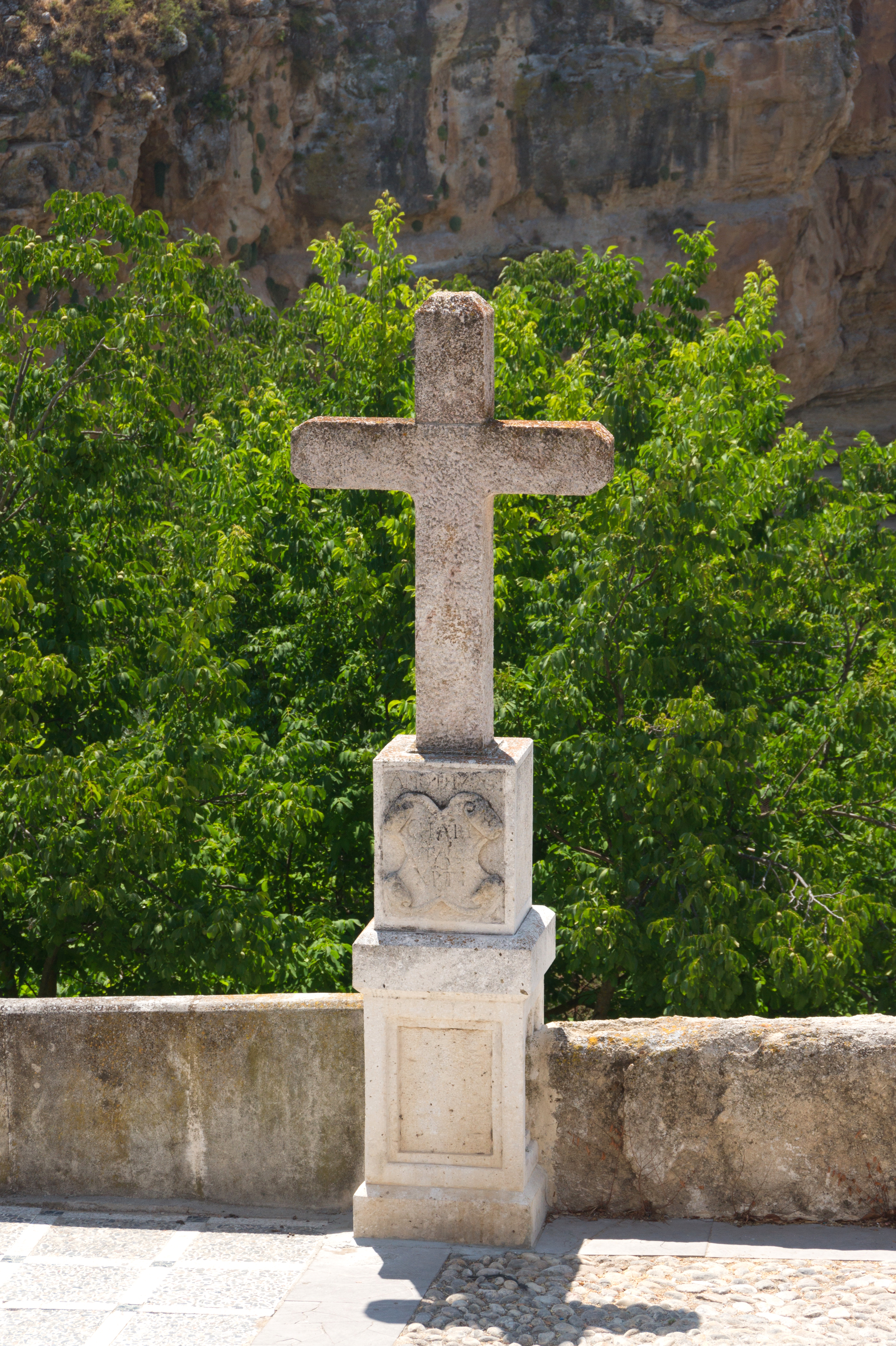
Cruz de 1756 en Alhama de Granada.

Cuando se dieron largas luchas y levantamientos a finales del siglo IX, como las que se produjeron entre Sanwuar ben Hamdun y Said ben Yudi, señores de Elvira que lucharon contra los muladíes de esta cora, fue sitiado, junto a Ibn Hafsún, el caudillo de la misma, Harith Ben Hamdun por Al-Mundir, en el año 886, lo que ocasión destrucción y muerte por toda esta comarca.
Fernando III el Santo, en el año 1226, en sus incursiones por las actual provincia de Granada, llegó hasta la misma Alhama en la que, a pesar de su extraordinaria defensa por la ubicación de la fortaleza, derrota a sus defensores, destruyendo toda la población; se afirma que la convirtió en ruinas, haciendo cautivos a todos aquellos moros supervivientes de la lucha.
En estos tiempos, la cuenca lacustre del mar cretáceo de Zajarraia (Zafarraya) es denominada por los musulmanes "Fahs al-ra iyya" («campo de pastores») que, según Wilhelm Meyer-Lübke, antes había sido poblado ibérico, y la que en la época islamita tenía dos núcleos relevantes: Ventas y Almendral. El primero como parte del camino real que unía la capital del país, Granada, con su segunda población en importancia, Málaga, y el segundo como importante campamento de pastores.
En mayo de 1431, la expedición de Álvaro de Luna, la que entró en el Reino de Granada por Íllora y salió por Archidona, llegó hasta la comarca y, más concretamente, a los lugares y alquerías de Chayyena (Jayena), Agrón, la actual Ácula, las entonces denominadas Causo (Cacín) y Turrara (Tajarja), quemando, entre otras cincuenta alquerías, estas dos últimas.
A lo largo de estos siglos Alhama y su comarca, especialmente la parte de ella por la que discurría el camino que unía Granada con Málaga, es visitada por toda clase de viajeros dejando testimonio de ello varios de los más célebres escritores de aquellos tiempos. Existiendo ya referencias de autores romanos, son varios los árabes que la visitaron y elogiaron. El tangerino Ibn Battuta, a mediados del siglo XIV, como un siglo después el granadino Ibn al-Jatib, quien la resaltó como un pedazo de oro y como muy buen lugar de caza y pesca, y los egipcios Al Umari y Abd al Basit, este entre 1465 y 1466, y quien escribió refiriéndose a al-Hamma uno de los parajes más amenos y bellos.

## Municipios
Esta comarca está formada por los siguientes municipios:
|                         | Municipio               | Superficie | Población (2017) | Densidad       | Ayto. (2015) | Pedanías                                               |
| ----------------------- | ----------------------- | ---------- | ---------------- | -------------- | ------------ | ------------------------------------------------------ |
| Agrón                   | Agrón                   | 27,00 km²  | 290 hab.         | 11,59 hab./km² | PSOE         | -                                                      |
| Alhama de Granada       | Alhama de Granada       | 433,50 km² | 5981 hab.        | 14,28 hab./km² | PP           | Buenavista, Pilas de Algaida y Ventas de Zafarraya     |
| Arenas del Rey          | Arenas del Rey          | 90,91 km²  | 1178 hab.        | 12,97 hab./km² | PSOE         | Pantano de los Bermejales                              |
| Cacín                   | Cacín                   | 39,60 km²  | 587 hab.         | 15,00 hab./km² | PP           | El Turro                                               |
| Chimeneas               | Chimeneas               | 90,33 km²  | 1326 hab.        | 15,35 hab./km² | PP           | Castillo de Tajarja                                    |
| Escúzar                 | Escúzar                 | 46,39 km²  | 772 hab.         | 16,81 hab./km² | PSOE         | -                                                      |
| Fornes                  | Fornes                  | 16,29 km²  | 535 hab.         | 32,84 hab./km² | PSOE         | -                                                      |
| Játar                   | Játar                   | 9,57 km²   | 633 hab.         | 66,14 hab./km² | PSOE         | -                                                      |
| Jayena                  | Jayena                  | 79,51 km²  | 1101 hab.        | 15,24 hab./km² | PP           | -                                                      |
| La Malahá               | La Malahá               | 25,42 km²  | 1856 hab.        | 72,90 hab./km² | PSOE         | -                                                      |
| Santa Cruz del Comercio | Santa Cruz del Comercio | 16,89 km²  | 549 hab.         | 32,68 hab./km² | PSOE         | Valenzuela                                             |
| Ventas de Huelma        | Ventas de Huelma        | 42,44 km²  | 620 hab.         | 15,93 hab./km² | PSOE         | Ácula                                                  |
| Zafarraya               | Zafarraya               | 57,86 km²  | 2052 hab.        | 34,96 hab./km² | PP           | El Almendral, Rincón de los Reinas y Venta de la Leche |
|                         | TOTAL                   | 975,71 km² | 17.494 hab.      | 17,92 hab./km² |              |                                                        |

## Galería

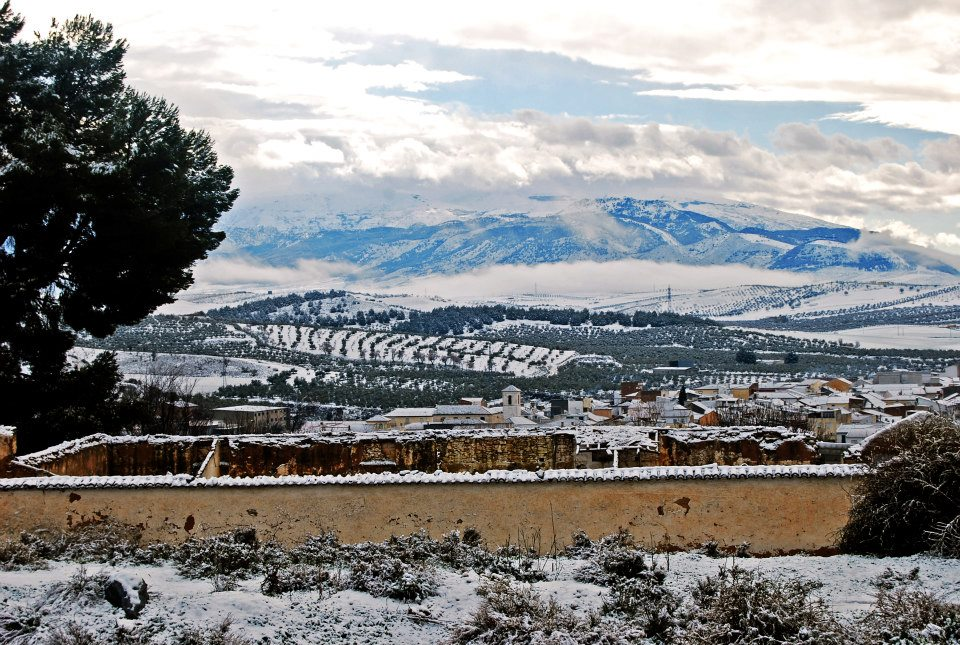
La Malahá
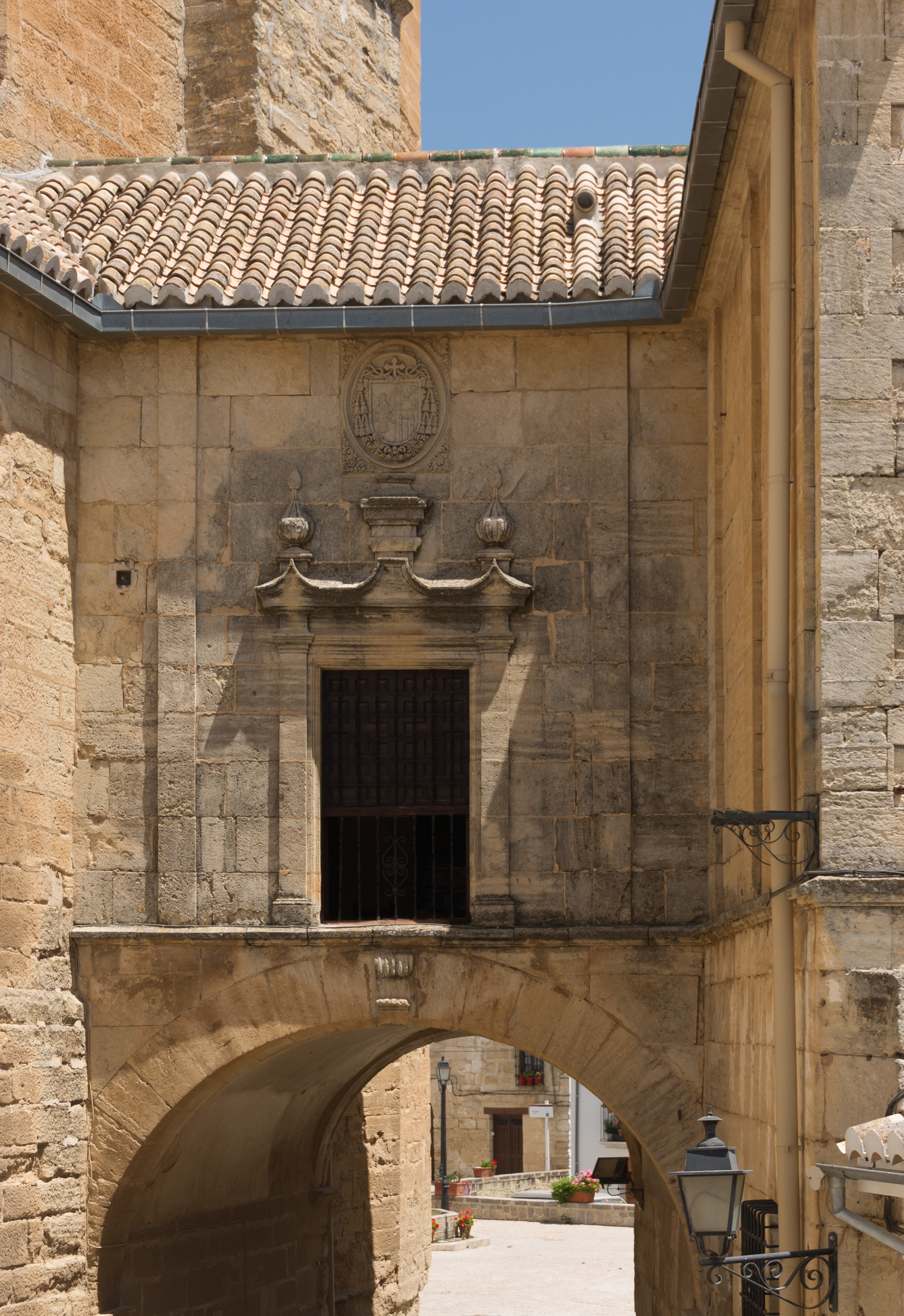
Alhama de Granada
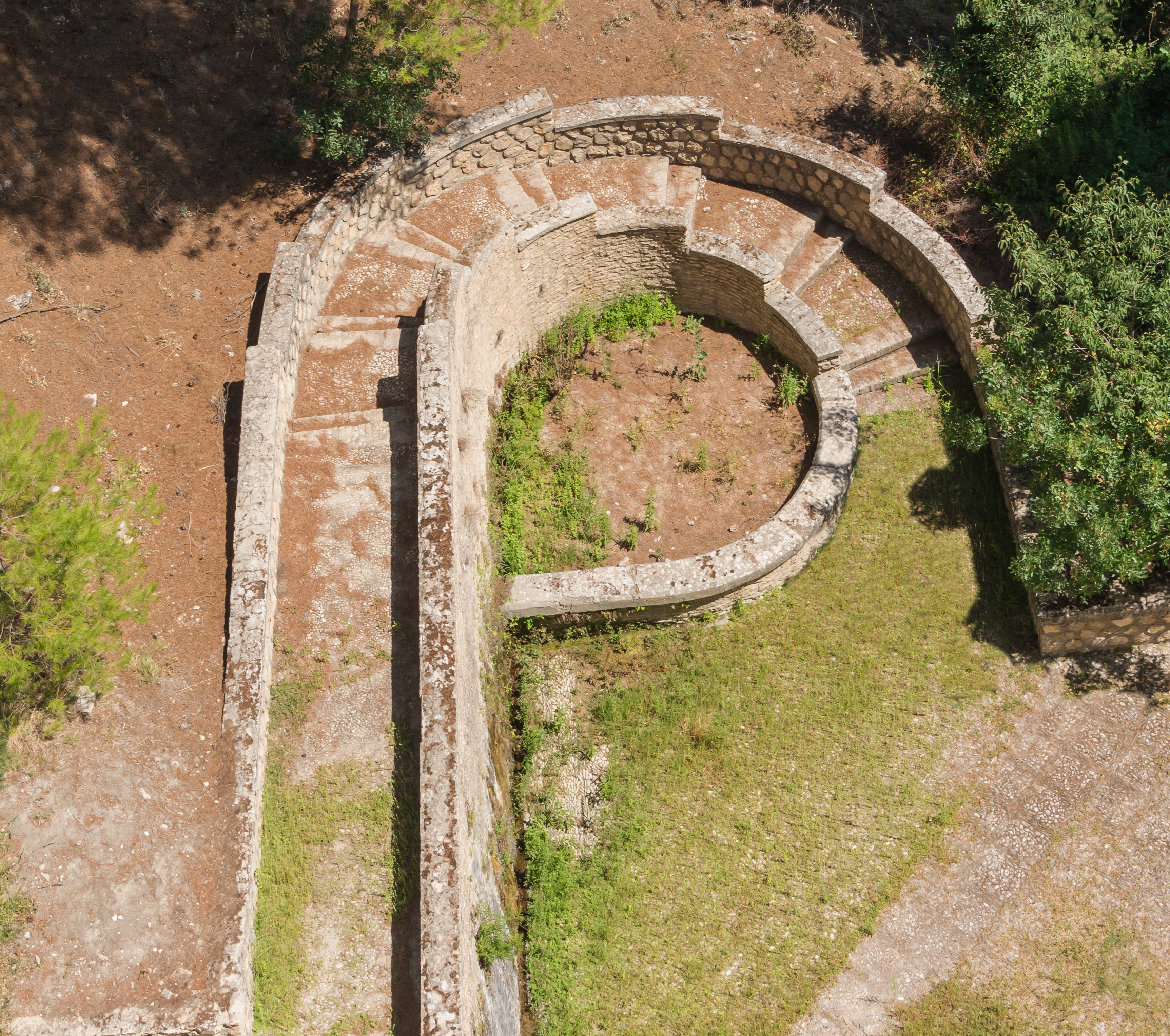
Arenas del Rey
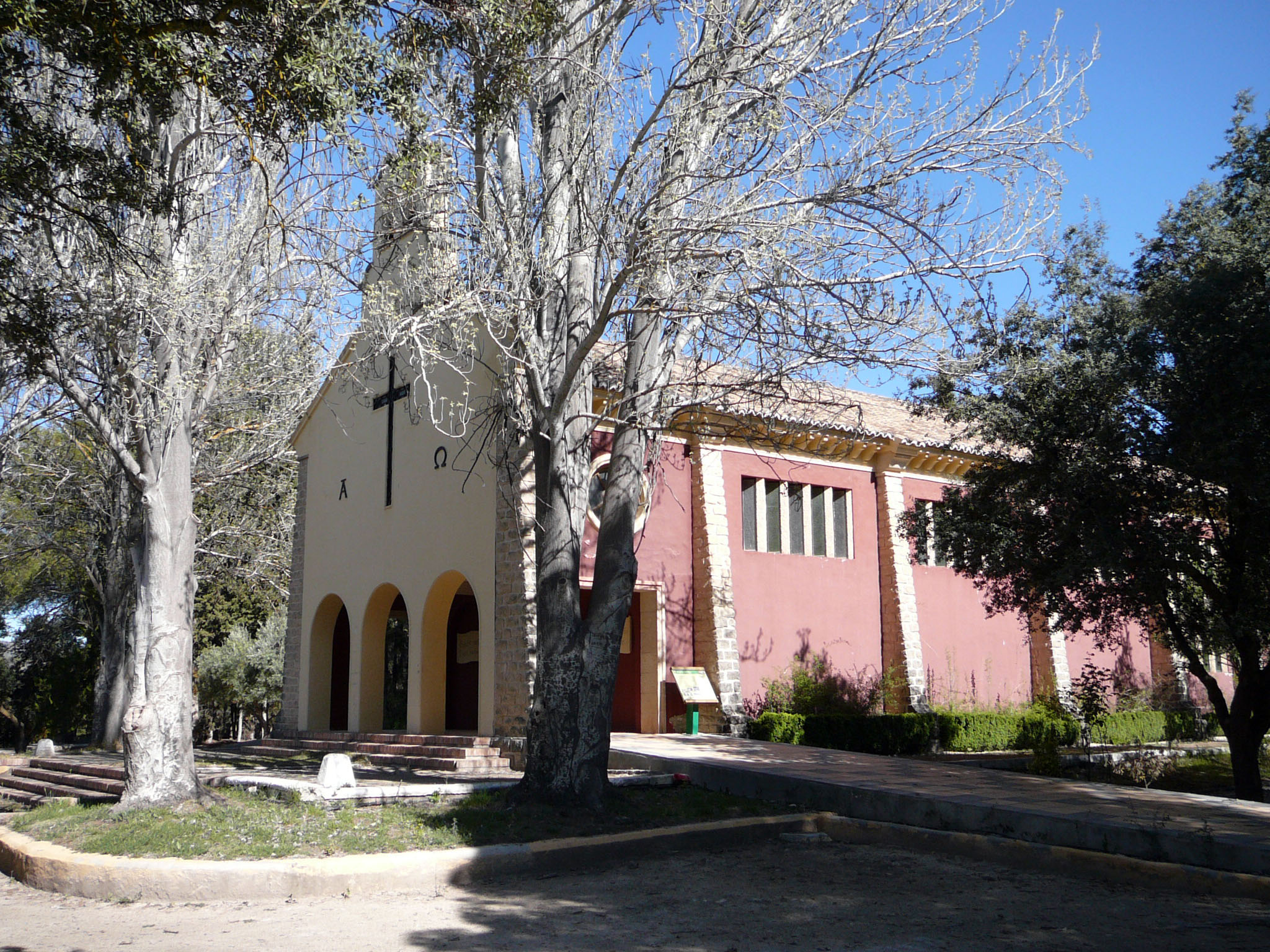
Pantano de los Bermejales
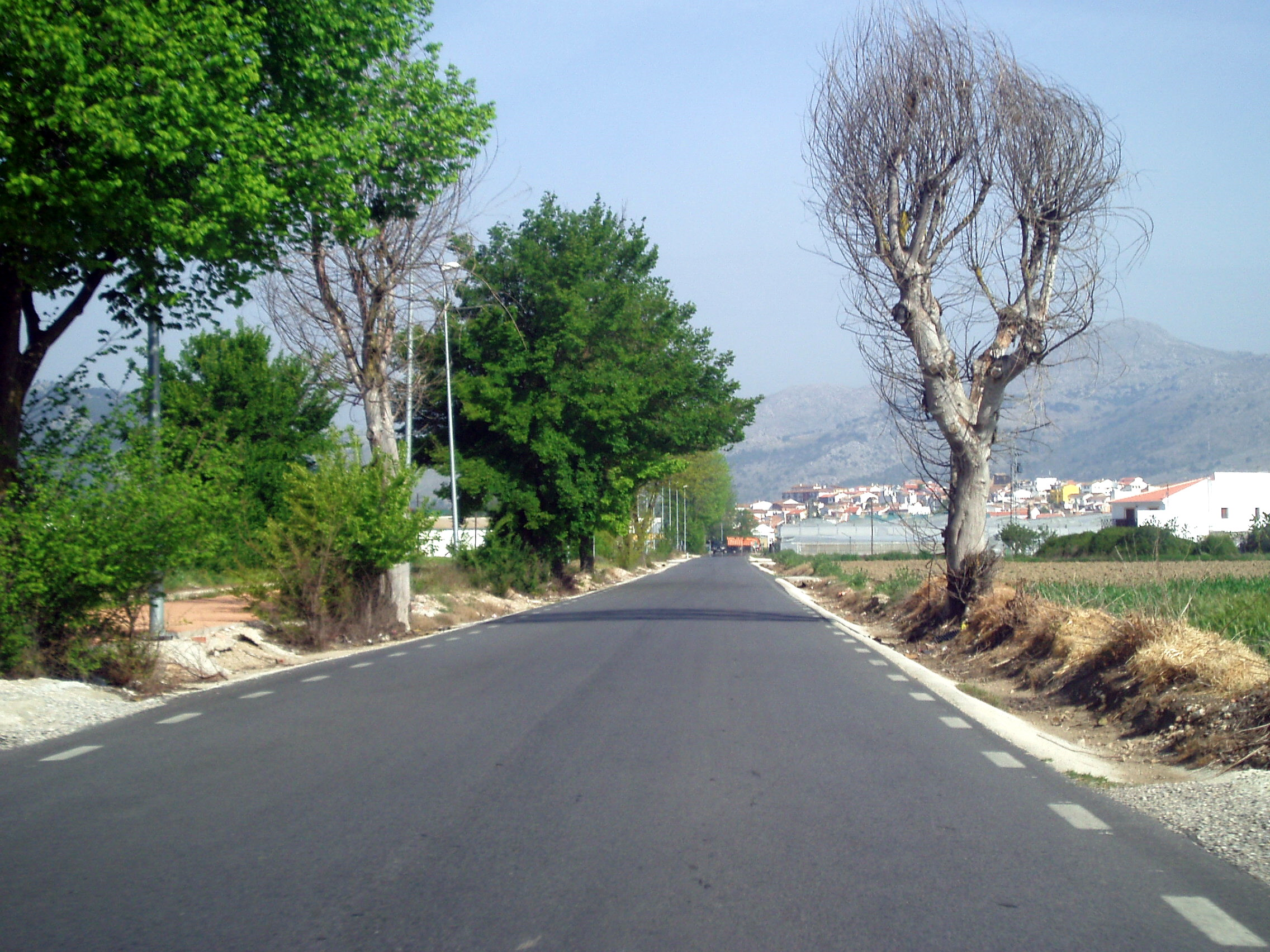
Ventas de Zafarraya